# Filip Sasínek
Filip Sasínek (República Checa, 8 de enero de 1996) es un atleta checo especializado en la prueba de 1500 m, en la que consiguió ser medallista de bronce europeo en pista cubierta en 2017.

## Carrera deportiva
En el Campeonato Europeo de Atletismo en Pista Cubierta de 2017 ganó la medalla de bronce en los 1500 metros, con un tiempo de 3:45.89 segundos, tras el polaco Marcin Lewandowski (oro con 3:44.82 segundos) y el sueco Kalle Berglund.